# صابون‌ماهی دونواره
صابون‌ماهی دونواره (نام علمی: Diploprion bifasciatum) نام یک گونه از زیرخانواده هامور است.